# Yahya Sinwar
Yahya Sinwar o Yahia Sinuar (en árabe: يحيى السنوار‎, romanizado: Yaḥyá al-Sanwār; Jan Yunis, 29 de octubre de 1962-Rafah, 16 de octubre de 2024) fue un político y militante palestino que se desempeñó como líder de la organización islamista palestina Hamás, así como principal responsable de la misma en la Franja de Gaza desde 2017 hasta 2024. Fue uno de los cofundadores del aparato de seguridad de Hamás. Antes del asesinato de Ismail Haniya en julio de 2024 en Teherán (Irán), estaba considerado la segunda figura más poderosa dentro de Hamás. Tras ser designado como sucesor al frente de su oficina política, se convirtió en la persona clave de la organización.
Nació en el campo de refugiados de Jan Yunis en 1962, cuando la Franja de Gaza estaba bajo dominio egipcio, donde  pasó sus primeros años. Su familia fue expulsada de Al-Majdal Asqalan (Ascalón) durante la guerra árabe-israelí de 1948. Terminó sus estudios en la Universidad Islámica de Gaza, donde se licenció en Estudios Árabes.
 Fue arrestado tres veces, la primera de ellas en 1982, a los 19 años, por «actividades islámicas» y luego en 1985.
En 1989 fue condenado a cuatro cadenas perpetuas por Israel, por orquestar el secuestro y asesinato de dos soldados israelíes y cuatro palestinos a quienes consideraba colaboradores, de las que cumplió 22 años hasta su liberación entre otras 1026 personas en un intercambio de prisioneros con el soldado israelí Gilad Shalit en 2011. En 2017 fue elegido líder de Hamás en la Franja de Gaza, y al año siguiente afirmó que perseguiría la «resistencia pacífica y popular», postura que abandonó más tarde. Fue reelegido líder de Hamás en 2021, y fue objeto de un intento de asesinato por parte de Israel ese mismo año.
En septiembre de 2015, Sinwar fue designado terrorista por el gobierno de Estados Unidos. Las Fuerzas de Defensa de Israel, el Mosad y el Gobierno israelí lo consideran el cerebro tras la Operación Inundación de Al-Aqsa que tuvo lugar el 7 de octubre de 2023, y que dio inicio a la guerra entre Israel y Gaza. En mayo de 2024, el fiscal de la Corte Penal Internacional solicitó una orden de arresto contra Sinwar por crímenes de guerra y crímenes contra la humanidad.
En agosto de 2024 fue designado como líder de la organización Hamás, tras el asesinato en Irán de Ismail Haniya. Tres meses más tarde, el 17 de octubre, las Fuerzas de Defensa de Israel llevaron a cabo una operación en la que confirmaron la muerte de tres «terroristas» y afirmaron que estaban investigando si entre ellos se encontraba Sinwar. Unas horas después el ministro de Asuntos Exteriores de Israel, Israel Katz, informó que Yahya Sinwar había sido asesinado por soldados israelíes.

## Primeros años
Sinwar nació como Yahya Ibrahim Hassan Sinwar en 1962, en el campo de refugiados de Jan Yunis, cuando la Franja de Gaza estaba bajo dominio egipcio, donde pasó sus primeros años. Después de que su familia abandonara la ciudad de Ascalón (las fuentes discrepan si huyeron o fueron expulsados durante la guerra árabe-israelí de 1948) decidieron buscar refugio en la Franja de Gaza. Tras graduarse en la escuela secundaria masculina de Jan Yunis, ingresó en la Universidad Islámica de Gaza, donde se licenció en Estudios Árabes.

## Primeras actividades y encarcelamiento
Sinwar fue detenido por primera vez en 1982 por actividades subversivas y pasó varios meses en la prisión de Far'a, donde conoció a otros activistas palestinos, entre ellos Salah Shehade, y se dedicó a la causa palestina. Tras ser detenido de nuevo en 1985, cofundó junto con Rawhi Mushtaha la organización de seguridad Munazzamat al Jihad w'al-Dawa, que se dedicaba, entre otras cosas, a identificar a espías israelíes en el movimiento palestino y que en 1987 se convirtió en la «policía» de Hamás.
En 1988, planeó el secuestro y asesinato de dos soldados israelíes y el asesinato de cuatro palestinos de los que sospechaba que cooperaban con Israel, por lo que fue detenido, declarado culpable de asesinato y condenado a cuatro cadenas perpetuas en 1989. Intentó fugarse varias veces, pero siempre fue capturado. En 2008, mientras cumplía condena en Israel, fue operado para extirparle un tumor cerebral y salvarle la vida. Sinwar cumplió 22 años de su condena y fue el preso palestino de mayor rango liberado entre otros 1026 en un intercambio de prisioneros en 2011 por el soldado de las FDI Gilad Shalit, que había permanecido secuestrado por Hamás durante cinco años.

## Liderazgo de Hamás en la Franja de Gaza (2017-2024)

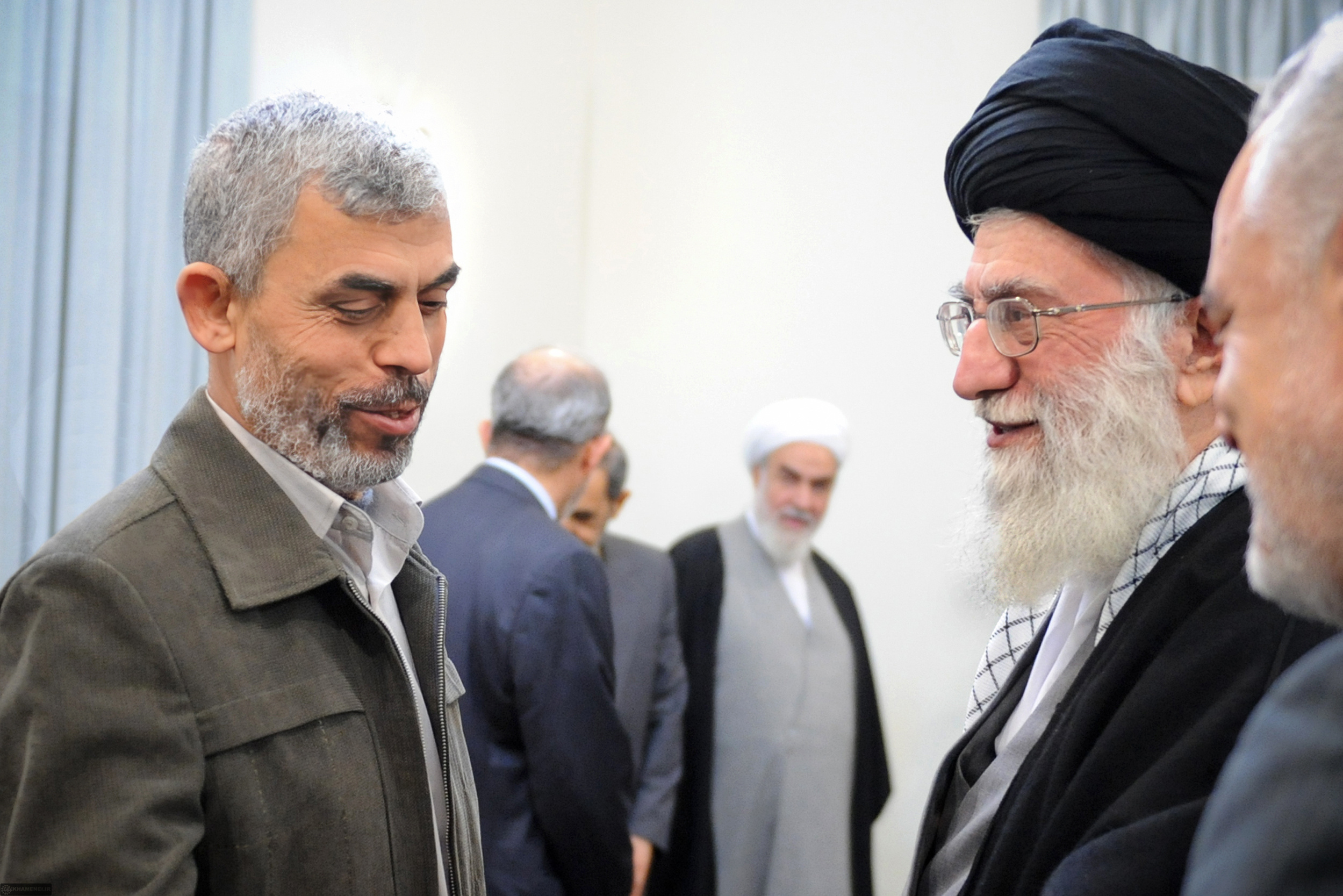
Yahya Sinwar en una reunión con el líder supremo de Irán Alí Jamenei

En febrero de 2017, fue elegido en secreto líder de Hamás en la Franja de Gaza, tomando el relevo de Ismail Haniyeh. En marzo, estableció un comité administrativo controlado por Hamás para la Franja de Gaza, lo que significaba que se oponía a cualquier reparto de poder con la Autoridad Palestina en Ramala. Sinwar rechaza cualquier reconciliación con Israel. Ha pedido a los militantes que capturen a más soldados israelíes. En septiembre de 2017, comenzó en Egipto una nueva ronda de negociaciones con la Autoridad Palestina, y Sinwar accedió a disolver el comité administrativo de Hamás para Gaza. Más recientemente, ha acallado las voces de línea dura en Gaza anulando el uso de los túneles que Mohamed Deif quería utilizar para colar combatientes en Israel antes de que fueran cerrados por nueva tecnología clasificada israelí en 2017.
El 16 de mayo de 2018, en un inesperado anuncio en Al Jazeera, Sinwar declaró que Hamás perseguiría una «resistencia pacífica y popular», abriendo la posibilidad de que Hamás, considerada una organización terrorista por muchos países, pudiera desempeñar un papel en las negociaciones con Israel. Una semana antes había animado a los gazatíes a romper el asedio israelí, afirmando: «Preferimos morir como mártires que morir por la opresión y la humillación», y añadiendo: «Estamos dispuestos a morir, y decenas de miles morirán con nosotros».
En marzo de 2021, fue elegido para un segundo mandato de cuatro años como jefe de la rama de Hamás en Gaza en unas elecciones celebradas en secreto. Es el funcionario de Hamás de mayor rango en Gaza y el gobernante de facto de Gaza, así como el segundo miembro más poderoso de Hamás después de Haniyeh.
El 15 de mayo de 2021, se informó de que un ataque aéreo israelí había alcanzado la casa del cabecilla de Hamás, pero no hubo detalles inmediatos sobre muertos o heridos. El ataque tuvo lugar en la región de Jan Yunis, en el sur de Gaza, en medio de una tensión cada vez mayor entre israelíes y palestinos. Sin embargo, en la semana siguiente, apareció públicamente al menos cuatro veces. La más evidente y atrevida fue en una rueda de prensa el 27 de mayo de 2021, cuando mencionó (en directo) que se iría a casa después de la rueda de prensa (a pie), e invitó al ministro de Defensa israelí a tomar la decisión de asesinarle en los 60 minutos siguientes, hasta llegar a su casa. Sinwar pasó la hora siguiente deambulando por las calles de Gaza y haciéndose selfis con el público.

### Guerra de Gaza
El 7 de octubre de 2023, seguía al frente de Hamás en el momento del ataque contra Israel, que causó centenares de muertos y de heridos en los primeros compases de la llamada Operación Inundación de Al-Aqsa, que sorprendió a las defensas israelíes y que se saldó con la toma de decenas de rehenes, que fueron llevados a la Franja de Gaza. Tras la posterior contraofensiva israelí, el domicilio de Sinwar fue alcanzado por cohetes. El portavoz de las FDI, el general de brigada Daniel Hagari, lo amenazó diciendo que «[Sinwar] es hombre muerto».
En febrero de 2024, el ejército israelí publicó un vídeo que supuestamente mostraba a Sinwar dentro de un túnel debajo de la ciudad de Jan Yunis, en el sur de Gaza, con su esposa, sus hijos y su hermano Ibrahim Sinwar. Según el portavoz de las Fuerzas de Defensa de Israel (FDI), Daniel Hagari, las imágenes habían sido recogidas por una cámara de vigilancia de Hamás el 10 de octubre y obtenidas por las FDI tiempo más tarde. Sin embargo, dichas afirmaciones del ejército israelí no han podido ser verificadas de forma independiente.
El 20 de mayo de 2024, la fiscalía de la Corte Penal Internacional pidió una orden de arresto contra las autoridades israelíes Benjamín Netanyahu y Yoav Galant y otras tres figuras palestinas, entre ellos Sinwar, por sendos crímenes de guerra y contra la humanidad. En concreto, se le imputaban los delitos de exterminio, asesinato, toma de rehenes, violación, abuso sexual y tortura.

## Líder de Hamás (agosto-octubre de 2024)
Tras el asesinato de Ismail Haniya el 31 de julio de 2024, Hamás nombró a Yahya Sinwar como nuevo «líder general» del movimiento, así como nuevo presidente del Buró Político. El anuncio se produjo después de que el Consejo de la Shura, el principal órgano consultivo de la organización y el organismo que elige al politburó de Hamás, votara por unanimidad para elegir a Sinwar como nuevo líder, en lo que un funcionario de Hamás describió como un «mensaje de desafío a Israel».
Según un informe de la BBC, su elección como líder «marcó el final de una era y el comienzo de una nueva fase más extrema». Según los funcionarios de Hamás, fue elegido debido a su considerable popularidad en el mundo árabe e islámico tras los ataques del 7 de octubre y sus fuertes conexiones con el «Eje de la Resistencia», una alianza informal de grupos armados liderados por Irán. Según The Wall Street Journal, su elección sugiere que el movimiento respaldó su estrategia de librar una guerra contra Israel junto con las milicias aliadas de Irán, señalando también que Sinwar había ganado cada vez más popularidad entre los palestinos debido a su enfoque en el manejo del conflicto.

## Muerte
El 17 de octubre de 2024, las Fuerzas de Defensa de Israel y el Shin Bet anunciaron que estaban investigando si Sinwar estaba entre las tres personas muertas en una operación reciente en Gaza, aunque ni Israel ni Hamás hicieron ninguna confirmación oficial. Los soldados de las FDI que estaban investigando un ataque contra miembros de Hamás encontraron un cuerpo sorprendentemente parecido al de Sinwar y recogieron una muestra de ADN.
Unas horas después las FDI confirmaron a través de un análisis de ADN que Sinwar había sido asesinado un día antes en Gaza durante un tiroteo con las FDI. Al día siguiente Hamás confirmó su muerte.

## Vida personal

### Salud
El 1 de diciembre de 2020, Sinwar dio positivo por COVID-19 y, según se informó, estaba siguiendo los consejos de las autoridades sanitarias y tomando medidas de precaución. Un portavoz del grupo también afirmó que se encontraba "en buen estado de salud y [...] desempeñando sus funciones como de costumbre".